# Степанищев, Анатолий Николаевич
Анатолий Николаевич Степанищев (укр. А́натолій Ми́колайович Сте́панищев; род. 29 января 1961, Липецк) — советский и украинский хоккеист, нападающий. Мастер спорта СССР. Тренер.

## Биография
Воспитанник липецкого хоккея, с 9 лет занимался футболом и хоккеем. В первенстве СССР дебютировал в 15 лет в сезоне 1977/78 первой лиги в составе липецкого СКА МВО. Три сезона отыграл в первой лиге за «Дизелист» Пенза в тройке с Сергеем Светловым и Сергеем Яшиным. В течение девяти сезонов играл в высшей лиге за киевский «Сокол», бронзовый призёр чемпионата СССР (1985). В дальнейшей выступал за швейцарские клубы «Кур» (1990/91 — 1991/92), «Давос» (1991/92), «Биль» и «Лангнау» (1992/93), «Амбри-Пиотта» (1994/95), за киевский «Сокол» (1992/93, 1994/95, 1995/96, 1998/99, 2000/2001), австрийский «Целль-ам-Зе» (1993/94), российский «Нефтехимик» (1996/97 — 1997/98).
В составе ЦСКА сыграл два матча против клубов НХЛ в ходе Суперсерии 1989/90, забросил одну шайбу — в ворота «Филадельфии Флайерз» (5:4).
Второй снайпер чемпионата СССР 1987/88 (27 шайб) после Андрея Хомутова (ЦСКА, 29). Второй бомбардир чемпионата СССР 1989/90 — 46 очков (20+26) после Дмитрия Квартальнова («Химик», 53 очка (25+28)).
Победитель турнира на призы газеты «Известия» в составе сборной СССР.
Участник чемпионата мира 1999 года в составе сборной Украины, до этого — участник чемпионатов мира в низших дивизионах.
Тренер в молодёжной сборной Украины (2001/02), главный тренер юниорской сборной Украины (2002/03). Тренер в «Соколе» (2003/04 — 2007/08, 2009/10 — 2010/11). Главный тренер ХК «Киев» (2003/04). Тренер в сборной Украины (2003/04 — 2006/07, 2009/10). Главный тренер (2005/06), тренер (2010/11) «Сокола-2». Главный тренер клуба «Гайдамаки» Винница (2011/12). В сезоне 2012/13 — тренер (до 31 октября), затем главный тренер российского клуба «Кубань» Краснодар. Главный тренер ХК «Дмитров» (2013/14 — 2014/15). Главный тренер украинского клуба «Донбасс» (с сезона 2015/16 по 5 февраля 2017). Главный тренер (2018/19, 2020/21), тренер (2019/2020) белорусского клуба «Металлург» Жлобин.